# Liste der denkmalgeschützten Objekte in Maria-Lanzendorf
Die Liste der denkmalgeschützten Objekte in Maria-Lanzendorf enthält das denkmalgeschützte, unbewegliche Objekt der niederösterreichischen Gemeinde Maria-Lanzendorf.

## Denkmäler
| Foto |                 | Denkmal                                                              | Standort                                    | Beschreibung | Metadaten |
| ---- | --------------- | -------------------------------------------------------------------- | ------------------------------------------- | --- | --- |
| ja   | Datei hochladen | Wallfahrtsanlage Maria Lanzendorf HERIS-ID: 110874 Objekt-ID: 128633 | Hauptstraße 4 Standort KG: Maria Lanzendorf | Die Kirche mit einer Doppelturmfassade wurde unter Einbeziehung der älteren Gnadenkapelle (gotischer Chor der Vorgängerkirche) von 1699 bis 1703 durch den Baumeister Franz Jänggl errichtet. Von 1723 bis 1731 wurde die Kirche nach Osten hin um einen von einer mächtigen Kuppel gekrönten Chorraum erweitert, wodurch die Gnadenkapelle jetzt innerhalb des Langhauses platziert ist. | BDA-Hist.: Q126892710 Status: Bescheid Stand der BDA-Liste: 2025-06-30 Name: Wallfahrtsanlage Maria Lanzendorf GstNr.: 1, 2, 4, .1, .2, .19 Wallfahrtsanlage Maria Lanzendorf |